# Martín Urbieta
Martín María Urbieta Molina (Villa Oliva, 1824 - Asunción, 25 de marzo de 1881) fue un militar paraguayo durante la Guerra de la Triple Alianza (1864 - 1870), que se destacó por su participación en la Campaña del Mato Grosso, donde gracias al empleo de guerra de guerrillas, tierra quemada, tácticas de hostigamiento, guerra psicológica y emboscadas infringió numerosas bajas al ejército brasileño, que a pesar de ser superiores en número se tuvieron que retirar, en la conocida como Retirada de Laguna.
Es recordado popularmente con el rango de mayor, pero en realidad llegó a ascender a teniente coronel cuando fue nombrado comandante del distrito militar de Mbotetey.

## Primeros años y familia
Martín Urbieta nació en el año 1824 en Villa Oliva, Departamento de Ñeembucú, donde pasó sus primeros años de vida ayudando a su familia en la agricultura, ganadería y desarrollando sus habilidades como jinete y baqueano.
Su padre fue Francisco de Paula Urbieta Valdovinos y su madre Isabel Molina Flores. Y tuvo 5 hermanas: Dolores, Gerónima, María de Jesús, Felicia y Eulalia.

### La familia de Martín Urbieta
Su abuelo fue el español Francisco de Urbieta (1734 - 1844) un inmigrante vasco proveniente de Calahorra, Vizcaya que se estableció en Asunción y se casó con Juana Isabel Quin de Valdovinos y Valiente y Otazú (1770 - 1844), con quien tuvo 12 hijos: Pascual, Juan Francisco, Juan Gregorio, Isidora, María del Carmen, Francisco de Paula, Estanislao, Domingo, Marco Antonio, José Vicente, María de la Encarnación y De Jesús.
Uno de sus tíos: Juan Gregorio Urbieta (hermano de su padre) fue Obispo de la Iglesia católica de Paraguay entre 1859 y 1865.
De una de sus tías: María de la Encarnación Urbieta Valdovinos (hermana de su padre) descienden el intendente de Concepción, Alejandro Urbieta Cáceres y su hermano, el diputado nacional Luis Urbieta Cáceres.
Uno de sus primos: Ángel Urbieta fue el abuelo de Constantino Urbieta Sosa, un futbolista paraguayo nacionalizado argentino que disputó la Copa Mundial de Fútbol de 1934 con la Selección Argentina.

## Inicio de su carrera militar
A los 16 años de edad, aproximadamente en el año 1846 recibió sus primeras instrucciones militares en Asunción, donde demostró sus grandes habilidades de liderazgo, pragmatismo y flexibilidad para tomar decisiones, es decir, era un buen táctico y estratega, además de ser muy paciente, calculador y disciplinado. 
En 1850 se casó con una mujer llamada Úrsula Aedo, con la que tuvo un hijo: Ananías Misael Urbieta Aedo, el cual luego tuvo numerosa descendencia, siendo este el origen de la mayoría de los Urbieta de Villeta y Acahay.
Para el año 1863, ya con el rango de teniente primero a Urbieta le fue encomendada la misión de explorar la zona del río Apa y la zona de Ñu Verá (actual Capitán Bado). Debido a sus logros, Urbieta ascendió al rango de capitán y posteriormente a sargento mayor (equivalente actual a mayor). Fue en esos años que fue nombrado como oficial encargado de la guarnición militar de la Villa de Concepción.

## Guerra de la Triple Alianza

### Invasión terrestre de los paraguayos a Mato Grosso (1864 - 1865)
En diciembre de 1864 inicia la guerra de la Triple Alianza y el ejército paraguayo decide invadir el sur de Mato Grosso hasta el río Mbotetey (actual río Miranda), territorio el cual estaba en disputa entre Brasil y Paraguay desde hacía tiempo.   
Para esta invasión salieron dos columnas de soldados paraguayos: una fluvial (desde Asunción) y una terrestre (desde Concepción), estando el mayor Martín Urbieta en esta última como segundo al mando, siendo su superior el coronel Francisco Resquín. 

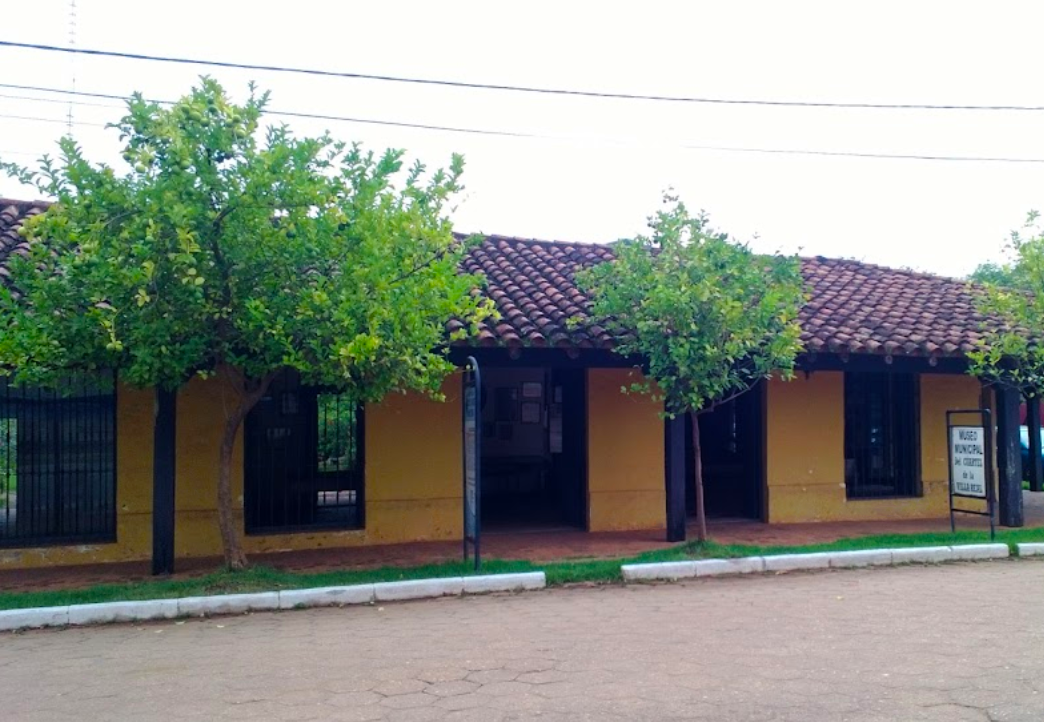
Ex Cuartel de Concepción, desde donde partieron Resquín, Urbieta y sus hombres en 1864.

Esta columna compuesta por unos 3000 hombres salió desde Concepción el 22 de diciembre de 1864, cruzó el río Apa y se dividió en dos: 
- El primer grupo con la mayoría de hombres dirigido por Resquín ocupó fácilmente el 29 de diciembre la colonia militar de Miranda (actual Jardím), ubicada a orillas del río Mbotetey que fue abandonada recientemente.

- El segundo grupo compuesto por 200 hombres dirigido por Urbieta logró ocupar en la misma fecha la colonia militar de Dourados a orillas del río Dourados (actual Antonio João), luego de un breve enfrentamiento en el que murió el conocido teniente brasileño Antônio João Ribeiro.

Luego de esto, Urbieta y sus hombres saquearon el pequeño poblado de colonia Brilhante y una pequeña estancia ganadera llamada Vila Vacaria durante los siguientes cinco días. Luego se movilizaron de vuelta al norte para juntarse con la fuerza principal de Resquín. 
Mientras tanto, el grupo de Resquín el 31 de diciembre tomó el puesto militar de Nioaque que había sido abandonado y el 9 de enero de 1865 ocuparon la villa de Miranda, también abandonada. Luego de esto, Urbieta y sus hombres llegaron y se incorporaron nuevamente al grupo principal, informando de sus éxitos a su superior. El 12 de enero Resquín mandó a un grupo de 300 paraguayos al mando del capitán Juan Bautista Agüero hasta la colonia militar de Coxím a la cual llegaron a fines de abril, en busca de los brasileños que huyeron, pero como no encontraron gente decidieron regresar de vuelta con el grupo principal solo con ganado. 
El 31 de marzo de 1865 el coronel Francisco Resquín fue llamado por el mariscal Francisco Solano López para ayudar a comandar las fuerzas paraguayas del sur, que estaban teniendo problemas en la invasión de Corrientes y Uruguayana, por lo que Resquín nombró en su reemplazo al mayor Martín Urbieta como nuevo comandante, quien a partir de ese momento fue ascendido al rango de teniente coronel.

#### Comandante de Mbotetey
El teniente coronel Urbieta fue nombrado comandante del distrito militar de Mbotetey y la Villa de Miranda fue renombrada como Pueblo de Mbotetey por los paraguayos, durante su breve ocupación.

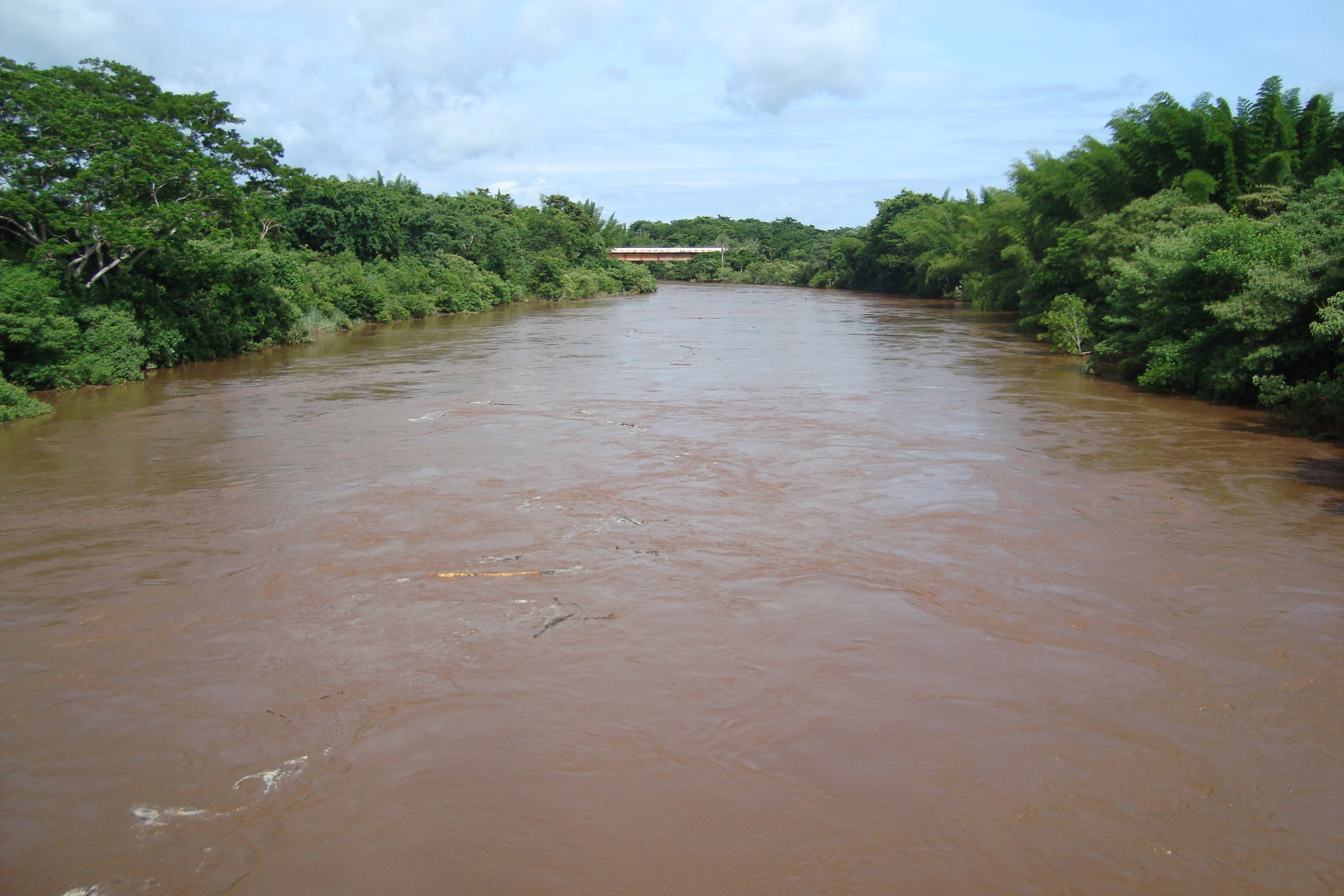
Río Mbotetey o Miranda a su paso por el municipio de Jardim.

Mientras tanto, los brasileños al enterarse de toda esta invasión reforzaron las defensas de Cuiabá (la capital de Mato Grosso), esperando una invasión paraguaya que finalmente nunca llegó.

### Invasión brasileña y tierra quemada por los paraguayos (1865 - 1867)
En abril de 1865, los brasileños inicialmente al mando del coronel Manuel Pedro Drago salieron desde São Paulo con una columna compuesta por unos 1.000 hombres, a los que luego se sumarían más en el trayecto, llegando a la cantidad de 4.000 hombres (acompañados de sus familias, comerciantes y otros civiles) y 15 piezas de artillería, esta fuerza expedicionaria llegó a Coxím en diciembre de 1865, la cual encontraron abandonada y destruida por los paraguayos, quienes previendo el camino que seguirían los brasileños se habían retirado al sur del río Apa en una táctica de tierra quemada.
El 17 de septiembre de 1866, los brasileños llegaron a la Villa de Miranda, la cual también encontraron recientemente abandonada y totalmente destruida, para este momento un tercio de los brasileños habían muerto por las epidemias o habían desertado. El coronel Albino de Carvalho, quien estaba ahora al mando decidió permanecer en la Villa de Miranda, que era muy insalubre, lo que causó aún más bajas en el ejército brasileño. 
Luego, el 1 de enero de 1867, el coronel Carlos de Morais Camisão asumió el mando de la columna brasileña, que ya solo tenía unos 1.700 hombres y trasladó su campamento principal a Nioaque que era mucho más salubre. 
En Nioaque, los brasileños conocen a José Francisco Lopes (más conocido como Guia Lopes da Laguna), un ganadero brasileño de la Hacienda Jardim (actual Jardim) que les tenía mucho odio a los paraguayos porque habían secuestrado a su esposa y a sus 4 hijos en 1864 al comienzo de la invasión, por lo que se ofreció como guía y baqueano al ejército brasileño, ya que conocía todos los caminos de la zona, esto ayudó grandemente al ejército brasileño, que si no fuera por su ayuda probablemente hubieran muerto todos a manos de los paraguayos, por lo que es recordado como un héroe en Brasil.
Posteriormente, algunos cientos de indígenas guaicurúes y mbayás de la zona se aliaron con el ejército brasileño, estos indígenas ya estaban enemistados con los paraguayos desde hacía años y también se presume que los brasileños les prometieron darle la propiedad y reconocimiento de sus tierras a cambio de su ayuda durante la guerra. En febrero esta columna brasileña en compañía de sus aliados indígenas se puso en marcha para invadir territorio paraguayo con el objetivo de llegar a Concepción.
El 21 de abril de 1867 los brasileños llegaron al Fuerte de Bella Vista (actual Bela Vista), el cual encontraron totalmente incendiado y abandonado por los paraguayos. Sin muchos suministros para mantener a sus hombres, la ocupación de Bella Vista era insostenible, por lo que decidieron atacar la Hacienda Laguna, ubicada a unos 20 kilómetros al sur de Bella Vista, el cual era una estancia ganadera propiedad del mariscal Francisco Solano López.
Por lo que, el 30 de abril de 1867 los brasileños salieron de Bella Vista, cruzaron el río Apa y atacaron la Hacienda Laguna, teniendo un pequeño enfrentamiento con los trabajadores paraguayos de la estancia, a los que causaron unas cuantas bajas y en el que murió un solo brasileño, pero no pudieron conseguir mucho ganado, ya que todo el ganado había sido llevado por los paraguayos previendo la llegada de los brasileños. Luego de esto, los brasileños que contaban con unos 3.600 hombres (contando a sus aliados indígenas) establecieron su campamento en la Hacienda Laguna el 1 de mayo.

### Llegada de refuerzos y contraofensiva paraguaya (1867)
Mientras tanto, Urbieta y sus hombres que eran unos 800 se encontraban a unos 16 km al suroeste en la estancia Arroyo Primero, donde establecieron su campamento, esperando refuerzos. El 6 de mayo de 1867, llegaron refuerzos paraguayos al mando del mayor Blas Montiel, que se unió a las fuerzas de Urbieta, llegando así a la cantidad total de 2000 hombres y 6 piezas de artillería.
El mayor Blas Montiel le confirmó a Urbieta que sus órdenes seguían siendo las de no entablar combate directo de forma prematura, sino hacerse perseguir por los brasileños, alejarlos de sus bases y ahí darles golpes decisivos que vayan diezmando sus fuerzas, es decir, una estrategia de guerra de guerrillas para poder enfrentar a un enemigo superior en número y en tecnología, ya que los brasileños contaban con mejores cañones.

#### Batalla de Arroyo Primero
Ese mismo día del 6 de mayo por la mañana, el coronel brasileño Carlos de Morais Camisão atacó el campamento paraguayo de Arroyo Primero, pero los paraguayos al mando de Urbieta ya se esperaban algo así, por lo que decidieron retirarse con su artillería a posiciones más favorables y evitar el combate directo a pesar de sufrir unas cuantas bajas, también las fuerzas del mayor Blas Montiel se retiraron con anterioridad, ya que estaban fatigados por el largo camino que acababan de hacer y no estaban listos para entrar en combate aún.
Esta acción motivó a los brasileños que pensaron que habían logrado una fácil victoria al tomar el campamento. Pero luego, los paraguayos colocaron su artillería en una colina cercana y abrieron fuego hacía el campamento para provocar al enemigo. Esta acción hizo que los brasileños vayan en persecución de ellos, cayendo en una emboscada preparada por los paraguayos que les provocó numerosas bajas. Debido a esto, los brasileños tuvieron que retirarse de vuelta hacia Laguna, luego de 3 horas de combate.
Luego de esto, el ejército paraguayo al mando de Urbieta se movilizó en persecución de los brasileños, iniciando así la conocida como Retirada de Laguna.

### Retirada de Laguna (1867)
El 7 de mayo de 1867 los brasileños sin víveres y afectados por enfermedades como el cólera, el tifo, y el beriberi, fueron obligados a retirarse de la Hacienda Laguna rumbo a Nioaque, sufriendo constantemente ataques de la caballería paraguaya compuesta por unos 2000 hombres al mando de Urbieta y Montiel, que utilizaban tácticas de guerrilla, asedio, hostigamiento, emboscadas y guerra psicológica, al estilo de los indígenas guaraníes, causando numerosas bajas a los brasileños y quitándoles el poco ganado que tenían.

#### Batalla de Bayandé
El 8 de mayo de 1867 el capitán Crecencio Medina y el teniente Zoilo Almada al mando de unos 400 de hombres se adelantaron al ejército principal de Urbieta y emboscaron al ejército brasileño en el camino que debían seguir hacia Bella Vista, en una zona conocida como Bayandé, donde se libró un cruento combate de 8 horas que diezmó aún más a las fuerzas brasileñas, que tuvieron unas 200 bajas, mientras que los paraguayos apenas unas 16. Se destaca la acción del alférez paraguayo Alejo Torres, quien cuando vio que dos batallones brasileños se estaban juntando para formar un cuadro los atacó sorpresivamente con una guerrilla por uno de sus costados, causándoles algunas bajas y dispersándolos, evitando así que se puedan reagrupar para una contraofensiva.

#### Batalla de Ñandypá o Combate de Machorra
El 11 de mayo de 1867 en la Estancia Ñandypá en una zona conocida como "Machorra" (cerca de donde hoy se encuentra el cementerio de Bela Vista, Brasil) se produjo la Batalla de Ñandypá (también llamada Nhandipá o combate de Machorra por los paraguayos), la cual fue la batalla más grande e importante de esta campaña. En ella se enfrentaron todas las fuerzas disponibles de ambos bandos, siendo los paraguayos unos 2.000 con 6 piezas de artillería y los brasileños unos 3.500 con 15 piezas de artillería. Los paraguayos al mando de Urbieta aprovecharon una colina cercana para atacar por sorpresa el campamento brasileño desde una posición más favorable, los brasileños en respuesta se formaron en cuadros para defenderse, pero aun así sufrieron muchas bajas y tuvieron que retirarse, se calculan las bajas en 50 paraguayos y 120 brasileños, siendo esta una victoria paraguaya.

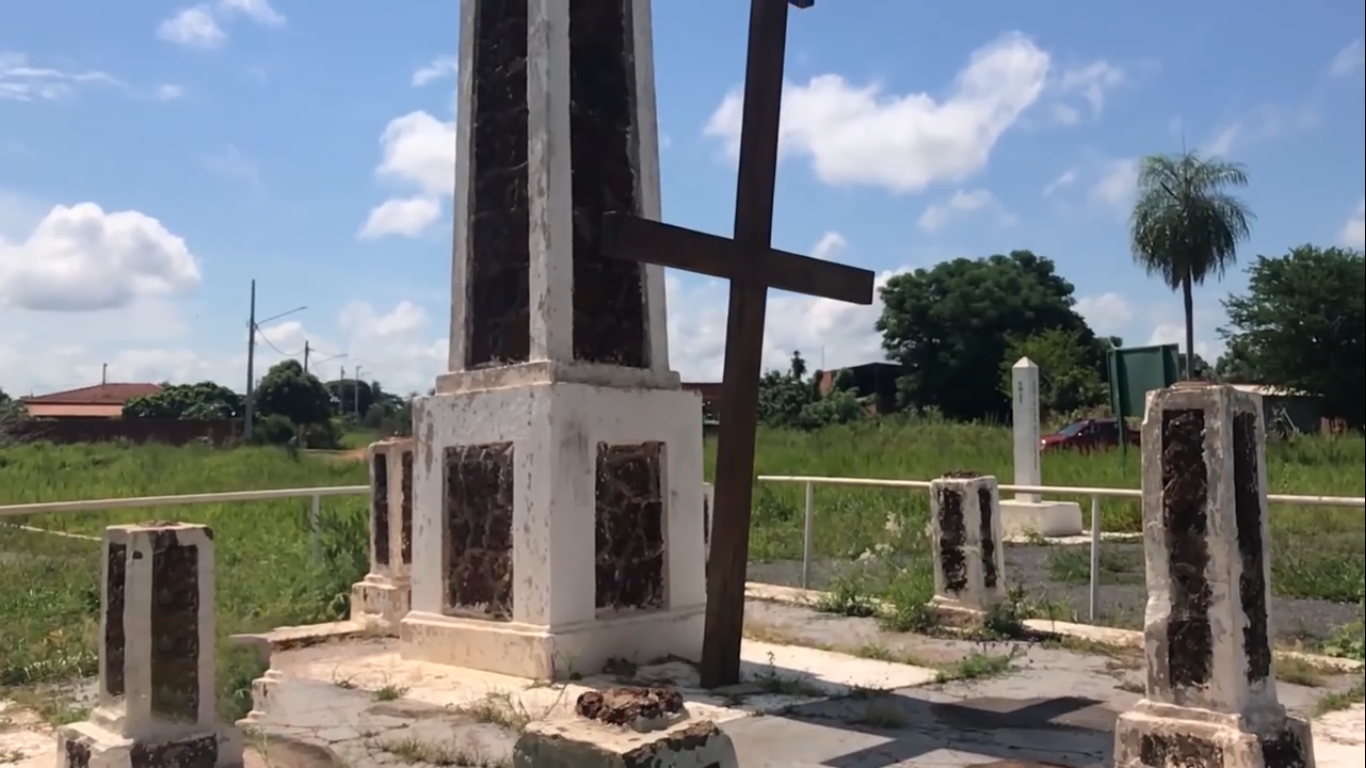
Monumento a la Batalla de Ñandypá en Bela Vista, Brasil.

#### Persecución, guerrilla y asedio a los brasileños
El 25 de mayo de 1867 Urbieta al mando de unos 1000 hombres atacaron nuevamente el campamento brasileño, pero fueron rechazados. Urbieta y sus hombres al ver que había surgido un gran brote de cólera en el campamento brasileño prefirieron dejar que la enfermedad acabe con ellos, así que los asediaron sin atacarlos, solo observándolos a la distancia. El 26 de mayo, debido al hambre extremo y la desesperada situación por la epidemia de cólera, el ejército brasileño abandonó a 130 soldados enfermos de cólera, que luego fueron degollados por los paraguayos, en una zona conocida actualmente como "Cambaracé" ("donde llora el negro" en idioma guaraní). Esta misma enfermedad luego mataría también el 27 de mayo a Guia Lopes y el 29 de mayo al coronel Carlos de Morais Camisão, quienes fueron enterrados junto con otros soldados brasileños en un cementerio cercano a la Hacienda Jardim (actual Cementerio de los héroes de Jardim).
El 4 de junio los brasileños llegaron a Nioaque, pero al día siguiente, el 5 de junio una bomba de polvorín dejada por los paraguayos como trampa dentro de la iglesia del pueblo durante su anterior retirada mató a 15 brasileños.

#### Fin de la retirada de Laguna
El 6 de junio a orillas del río Aquidauana en Porto João Canuto (actual Anastácio), los paraguayos al mando de Urbieta que eran unos 1.000 hombres decidieron retirarse y dejar en paz a los 700 brasileños que aún quedaban con vida, por lo que tocaron sus tambores y clarines en señal de despedida. Los brasileños al comienzo no creyeron que los paraguayos verdaderamente se habían retirado, por lo que se mantuvieron alertas, hasta que finalmente 5 días después comprobaron que de verdad se habían ido, por lo que los brasileños también tocaron sus instrumentos en señal de celebración, dando así fin oficialmente a la retirada de Laguna el 11 de junio de 1867.

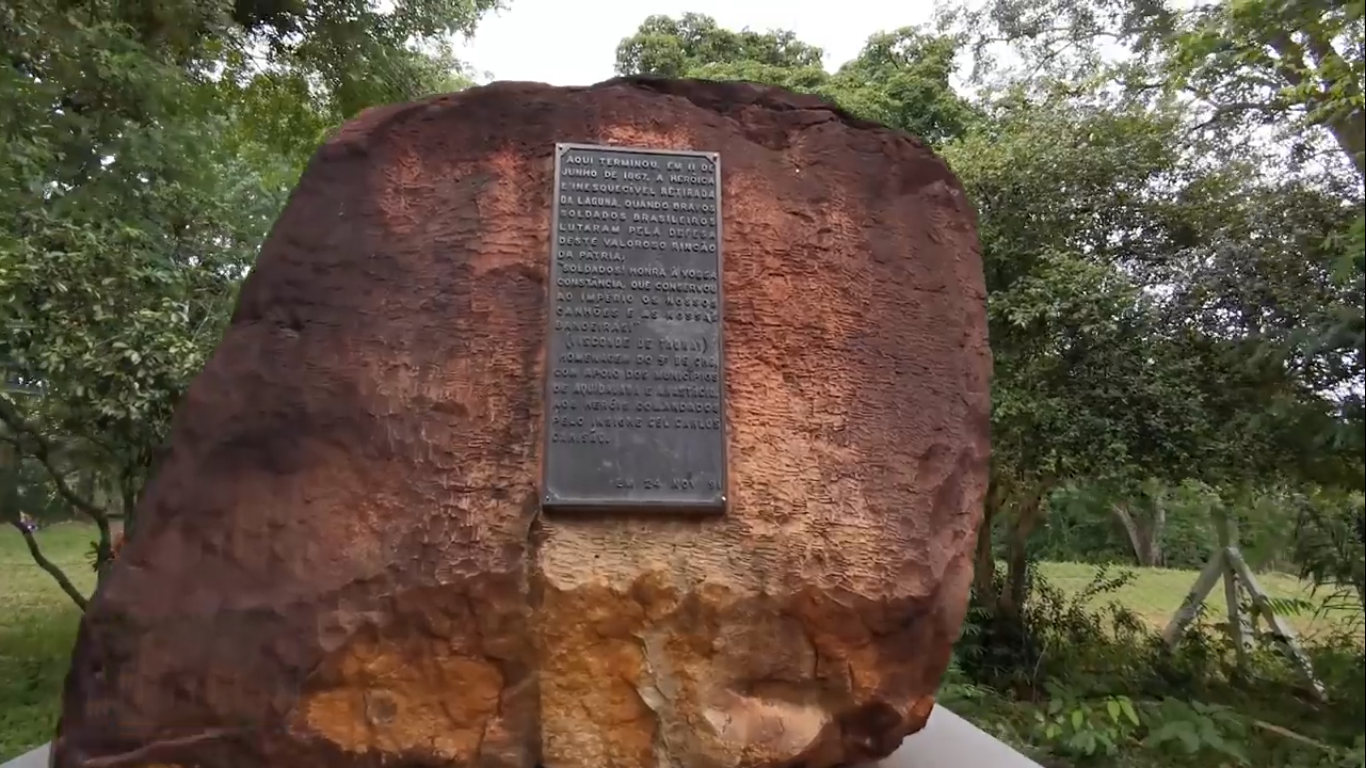
Monumento al final de la Retirada de Laguna en Porto Canuto.

Los paraguayos se retiraron debido a que sus líneas de suministro se habían extendido bastante, y también por los desastres bélicos ocurridos en el frente sur de Humaitá y en el norte en Corumbá, donde Brasil y sus aliados habían avanzado bastante. Todo esto ponía en peligro la posición de Urbieta, que podía quedar aislado, por lo que los paraguayos decidieron retirarse victoriosos de los territorios ocupados de vuelta a la zona del Río Apa, en Bella Vista, cerca de la estancia Laguna. Los brasileños sufrieron en total unas 2800 bajas, mientras que los paraguayos unas 280, con una proporción de muertos de 10 brasileños por cada 1 paraguayo, esta campaña fue una gran victoria para el ejército paraguayo.

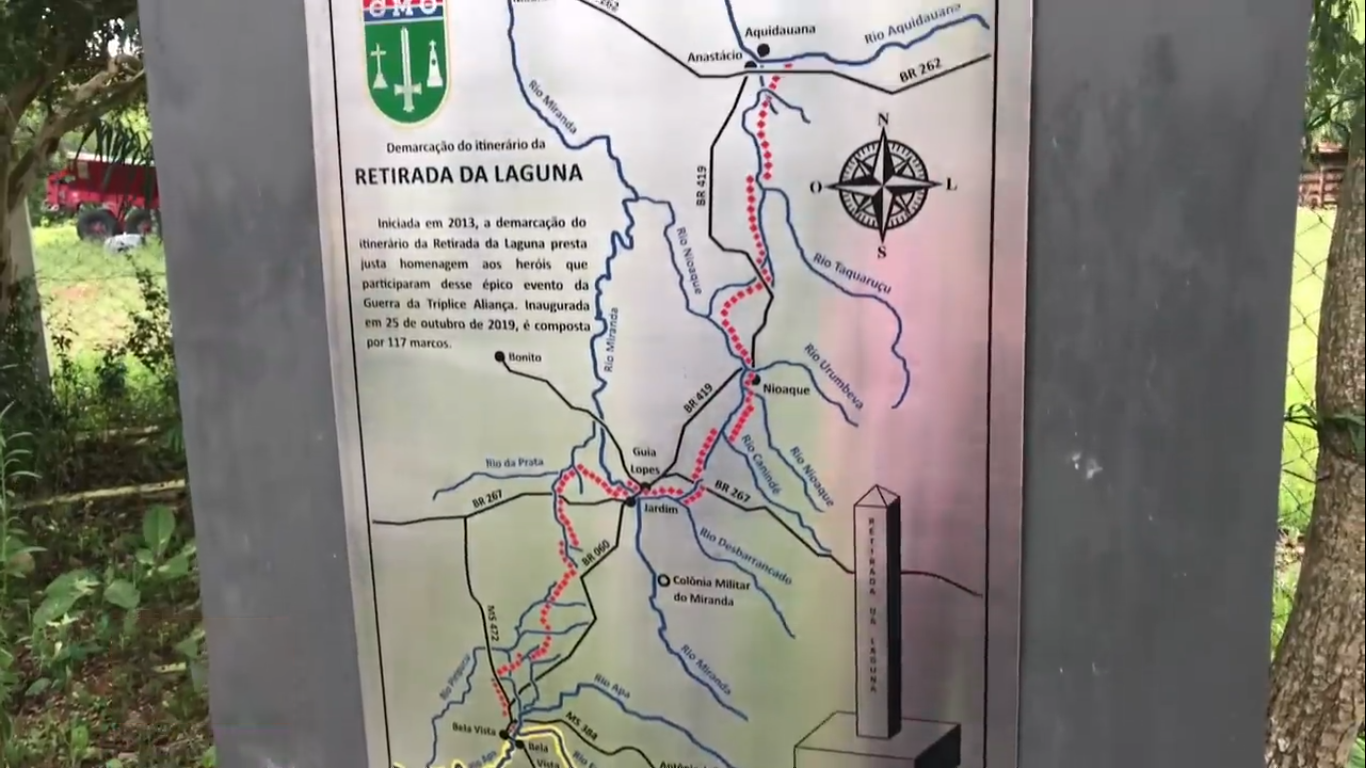
Mapa de la Retirada de Laguna.

### Última etapa de la guerra (1868 - 1870)
Luego Urbieta y los pocos hombres que le quedaban bajo su mando estuvieron entre los departamentos de Amambay y Concepción en busca de ganado para suministrar al ejército paraguayo principal hasta septiembre de 1869 y posteriormente se incorporaron a los restos del ejército principal de López, que se encontraban en retirada hacia Cerro Corá.
Un relato del brasileño Vizconde de Taunay menciona a Urbieta al final del Combate de Cerro Corá como uno de los prisioneros paraguayos junto con Bernardino Caballero, Francisco Roa y otros paraguayos, describiéndolos como "selváticos".

## Posguerra y muerte
Se sabe que el teniente coronel Martín Urbieta sobrevivió al conflicto y en diciembre de 1870 regresó a su hogar en Villa Oliva, donde volvió a su vida normal de agricultor y ganadero en las tierras de su familia, alejándose por completo de la vida militar y del panorama político inestable de la época. Por esos años, estuvo también por las zonas de Villeta y Asunción, donde tenía algunos familiares. Posteriormente falleció en la ciudad de Asunción el 25 de marzo de 1881 a la edad de 57 años, en la pobreza y en el olvido, pero rodeado de su familia, como muchos otros veteranos paraguayos de la guerra del 70 que nunca fueron reconocidos en vida.

## Legado
Martín Urbieta es considerado por muchos historiadores paraguayos como un héroe militar injustamente olvidado y desconocido de la guerra de la Triple Alianza, esto debido a que las otras campañas más grandes del sur como Corrientes, Humaitá, Pikisyry y Cordillera opacaron su brillante victoria en este frente de la Campaña de Mato Grosso conocido como la Retirada de Laguna, el cual fue el único frente de batalla que terminó ganando el ejército paraguayo durante la guerra.

## Homenajes
En su honor fue nombrada la pequeña localidad de Mayor Martín Urbieta, ubicada en el cruce del km 111 de la ruta PY15, que va a Puerto Casado, Departamento de Alto Paraguay.
También una pequeña plaza de la ciudad de Bella Vista Norte lleva su nombre en su honor, así como la ruta D001 "Comandante Martín Urbieta" que une Bella Vista Norte (Amambay) con Sargento José Félix López (Concepción). De hecho, esta ruta pasa por el lugar donde sucedió la Batalla de Arroyo Primero.